# Ejército de la República Serbia de Krajina
El Ejército de la República Serbia de Krajina (en serbocroata: Српска Војска Крајине, Srpska Vojska Krajine; abreviado СВК/SVK) fue una fuerza militar de los serbios de Croacia, apoyada por el JNA tanto en material bélico como en su dirección militar con el aporte de oficiales y mandos. Como elementos de defensa, al SVK se le debe agregar la Policía Especial (MUP) dependiente del Ministerio del Interior de la República Serbia de Krajina (RSK).  
Oficialmente se conformó el 19 de marzo de 1992 luego del cese al fuego acordado el 2 de enero de ese año y del repliegue del JNA fuera de Croacia. 
La RSK cubría una área de cerca de 17,028 km² en su extensión máxima. Las misiones y la ubicación de este eran totalmente terrestres, por tanto no disponían de unidades navales. Este ejército, junto con la autoproclamada República Serbia de Krajina se disolvieron el 8 de agosto de 1995 luego de las operaciones Bljesak y Oluja llevadas a cabo por los Croatas.

## Historia
En Yugoslavia, la Defensa Territorial (Teritorijalna obrana - TO), junto con la Ejército Popular Yugoslavo (Jugolavenska Narodna Armija - JNA), formó parte de las Fuerzas Armadas de la República Federal Socialista de Yugoslavia (Socijalističke Federativne Republike Jugoslavije - SFRJ). Durante la guerra de 1991, la estructura de la TO en los territorios bajo dominio serbio en Croacia se convirtió en el origen de las fuerzas de los serbios rebeldes. Al comienzo de los conflictos armados abiertos, el gobierno de SAO Krajina decidió establecer un sistema único de Defensa Territorial de SAO Krajina (TO SAO Krajina), que se convirtió en parte del Sistema Unificado de Fuerzas Armadas SFRY.
Después del Acuerdo de Sarajevo del 2 de enero de 1992, comenzó la organización de las instituciones serbias al igual que la organización militar Republika Srpska Krajina sobre la base de la Defensa Territorial de 1991. Aunque entretanto la SFRY ha dejado de existir y la República de Croacia es reconocida internacionalmente como un estado independiente, en marzo de 1992 la RSK dicta una ley que determina que tiene fuerzas armadas que forman parte de las fuerzas armadas de la SFRY. La Ley de Defensa de la RSK estableció que las fuerzas armadas de la RSK en paz la constituyen las y en la guerra, las fuerzas armadas de la RSK también incluyen milicias de propósito especial bajo el mando del ministro de Defensa. La tarea del TO era proteger la independencia, la soberanía, la integridad territorial y el orden social constitucional de SFRY y RSK.
La SFRY, de acuerdo con el Plan Vance, tuvo que retirar al JNA del territorio de Croacia después del Acuerdo de Sarajevo iniciando previsiones para la estructura de las fuerzas armadas que defendería la zona. En febrero de 1992, el Estado Mayor de las Fuerzas Armadas de la SFRY designó los organismos que llevarían a cabo la defensa. Se establecieron seis zonas operativas a nivel regional y el Teniente General Milan Torbica fue nombrado como su responsable.
El 27 de abril de 1992 de creó la República Federal Yugoslava (RFY) por lo que el JNA se transformó en el Ejército Yugoslavo, lo que implicó su desmembramiento. A partir de entonces, las fuerzas territoriales de la RSK dejaron de ser su parte integrante. Las autoridades de la RFY decidieron la transferencia de miembros de JNA nacidos en el territorio de Bosnia y Herzegovina y Croacia al territorio de la República Federativa de Yugoslavia y viceversa. En consecuencia, el Estado Mayor de las Fuerzas Armadas [RFY] ordenó el 11 de mayo a los comandos de los cuerpos 5, 10, 13 y 17 la transferencia de unidades del JNA a las guarniciones en Serbia.
El 18 de mayo de 1992, la Asamblea de la RSK resolvió que ésta debía tener un Ejército Serbio ante la inminencia de guerra con las unidades de las TO mientras que la Policía Especial (o Milicia - PJM) debería estarle subordinada. El 16 de octubre, renombraron al Estado Mayor de las TO como Estado Mayor del Ejército de la RSK colocándole las PJM bajo su comando.El 27 de noviembre, se transforman las TO y la PJM en el Ejército Serbio de la RSK (Srpska vojska Republike Srpske Krajine) desbandando las brigadas de la PJM y renombrando las fuerzas de defensa territorial regionales en cuerpos.
En abril de 1993, la Asamblea de la RSK crea el Consejo Supremo de la Defensa compuesto por: presidente de la RSK; primer ministro; ministro de Defensa; ministro del Interior y Comandante de la SVK. Asimismo, el Ejército Serbio de la República Serbia de Krajina (Srpska vojska Republike Srpske Krajine) fue renombrado Ejército de la República Serbia de Krajina (Srpska vojska Krajine - SVK).

## Organización

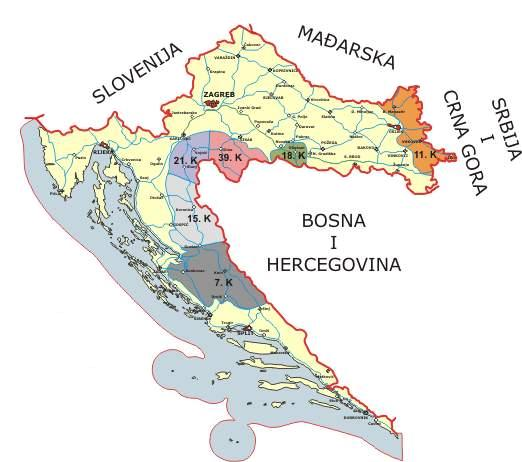
Distribución y organización territorial del Ejército de la República Serbia de Krajina (SVK).

Durante la vida del RSK, diversas reorganizaciones se llevaron a cabo. En febrero de 1995, dependían del comando:
- 7.mo Cuerpo "Dalmatinski".
  - Incluye al 7.º Tren Blindado o Expreso de la Krajina.
- 15.to Cuerpo "Lički".
- 21.er Cuerpo "Kordunski".
- 39.o Cuerpo "Banijski".
- 18.vo Cuerpo "Zapadno-Slavnoski".
- 11.mo Cuerpo "Istočno-Slavonski".
- 105.ta Brigada de Aviación militar.
- 44.ta Brigada de defensa antiaérea de cohetes.
- 45.to batallón de guiado, observación e información.
- Batallón de Policía Militar.
- Compañía de comunicaciones del Estado Mayor.
- Compañía de observación y contraactividad electrónica.
- 75.ta Brigada de artillería mixta
- Grupo de operaciones "Pauk" (a partir de noviembre 1994)

- Centro de enseñanza del SVK
- Centro de enseñanza 107 "Alfa".

La disponibilidad de artillería era amplia y diversa. En abril de 1995 contaba con:
|                       | Artillería de campaña | Artillería de campaña | Artillería de campaña | Artillería de campaña | Artillería de campaña | Artillería de campaña | Artillería de campaña | Artillería de campaña | Artillería de campaña | Artillería de campaña | Artillería de campaña | Artillería de campaña | Artillería de campaña | Artillería de campaña | Artillería de campaña | Artillería de campaña | Artillería Antitanque | Artillería Antitanque | Artillería Antitanque | Artillería Antitanque | Artillería Antitanque | Artillería Antitanque | Artillería Antitanque | Artillería Antitanque | Artillería Antitanque |
| --------------------- | --------------------- | --------------------- | --------------------- | --------------------- | --------------------- | --------------------- | --------------------- | --------------------- | --------------------- | --------------------- | --------------------- | --------------------- | --------------------- | --------------------- | --------------------- | --------------------- | --------------------- | --------------------- | --------------------- | --------------------- | --------------------- | --------------------- | --------------------- | --------------------- | --------------------- |
| Unidad                | T-76 B-1              | T-88mm                | H 105 M-36            | H 105 M-2             | H 122 M-38            | H 122 D33             | T 130 M-46            | TH 152 D-20           | VBR 57mm              | VBR 128 mm Plamen     | VBR 128 mm Oganj      | H-155                 | LRL 128               | HB- 120               | MB-60                 | MB-82                 | T-76 mm M-42 ZNS      | SO 76 mm M-18         | SO 90mm M-36          | T-100 mm MT-12        | POLK 9K11             | POLO 9 P 122          | POLO M-83 BOV M-83    | SO-100 mm             | FAGOT                 |
| 7 K.                  | 10                    | 2                     | 31                    | -                     | 22                    | 2                     | 5                     | 16                    | 2                     | 9                     | 4                     | -                     | -                     | 51                    | 50                    | 115                   | 31                    | 6                     | 4                     | 22                    | -                     | 13                    | 1                     | -                     | -                     |
| 15 K.                 | 28                    | 1                     | -                     | 38                    | -                     | 12                    | 3                     | -                     | -                     | 2                     | 1                     | -                     | 4                     | 42                    | 56                    | 131                   | 30                    | 5                     | -                     | 6                     | 20                    | -                     | -                     | -                     | -                     |
| 21 K.                 | 17                    | -                     | -                     | 14                    | -                     | 10                    | -                     | -                     | -                     | 2                     | -                     | -                     | 3                     | 53                    | 13                    | 79                    | 11                    | -                     | -                     | 8                     | 6                     | -                     | 5                     | -                     | -                     |
| 39 K.                 | 18                    | -                     | 14                    | 6                     | -                     | 18                    | -                     | -                     | -                     | 7                     | -                     | 17                    | 11                    | 53                    | 58                    | 112                   | 31                    | -                     | 10                    | 22                    | 43                    | 4                     | 9                     | -                     | 3                     |
| 18 K.                 | 4                     | -                     | 4                     | 6                     | -                     | -                     | -                     | -                     | -                     | -                     | -                     | -                     | -                     | 8                     | 46                    | 67                    | 6                     | -                     | -                     | 12                    | 13                    | -                     | 4                     | -                     | -                     |
| 11 K.                 | 18                    | -                     | 48                    | -                     | -                     | -                     | -                     | -                     | -                     | 3                     | -                     | -                     | -                     | 94                    | 45                    | 53                    | 28                    | -                     | -                     | -                     | 172                   | -                     | -                     | 16                    |                       |
| 75 Brigada Artillería | -                     | -                     | -                     | -                     | -                     | -                     | 33                    | -                     | -                     | -                     | 4                     | -                     | -                     | -                     | -                     | -                     | -                     | -                     | -                     | -                     | -                     | -                     | -                     | -                     | -                     |
| Total                 | 95                    | 3                     | 97                    | 64                    | 22                    | 42                    | 41                    | 16                    | 2                     | 23                    | 9                     | 17                    | 18                    | 301                   | 258                   | 557                   | 137                   | 11                    | 14                    | 70                    | 251                   | 17                    | 19                    | 16                    | 3                     |

## Efectivos
El personal integrante del SVK era el localmente reclutado. La dotación era, en su mayoría, gente adulta, lo que le restaba aptitud para el combate. Sin embargo, contaba con voluntarios provenientes de la República Federal de Yugoslavia al igual que oficiales que eran destinados a la RSK por parte del Estado Mayor Yugoslavo. Asimismo y debido a que la ley de reclutamiento de la República Federal Yugoslava incluía la RSK, toda persona nacida en éste última que vivía en alguna de las repúblicas serbias (Republika Srpska, Montenegro, Serbia) debían prestar servicio compulsivamente en el SVK. Ese servicio, inicialmente y cuando no había combate, duraba cuatro meses permaneciendo alistados mientras durarara el período de guerra.
Tras la creación del SVK, se planeó que su número fuera de 80,000 miembros, pero dicha cifra siempre fue menor durante su existencia. 
- Según el reporte del Coronel Costa Novakovic: 62,483 (772 oficiales, 2,709 oficiales de servicios y 59,002 soldados) o el 78% del total planeado.[6]
- Según el reporte del Comando General en 1994: 62,805 (2,890 oficiales, 4,329 oficiales de servicios y 55,886 soldados).[7]
- Según el reporte del General Milisav Sekulic: 71,409 (3,291 oficiales, 3,424 oficiales de servicios y 60,496 soldados).[8]

| Nro Orden | Unidad    | Efectivo orgánico | Efectivo Real | Efectivo Real | Estructura de Edad | Estructura de Edad | Estructura de Edad | Estructura de Edad | Estructura de Edad | Estructura de Edad | Estructura de Edad | Estructura de Edad |
| Nro Orden | Unidad    | Efectivo orgánico | Nro           | %             | Menos 35 años      | Menos 35 años      | 36 a 40            | 36 a 40            | 41 a 45            | 41 a 45            | Más de 45 años     | Más de 45 años     |
| Nro Orden | Unidad    | Efectivo orgánico | Nro           | %             | Nro                | %                  | Nro                | %                  | Nro                | %                  | Nro                | %                  |
| --------- | --------- | ----------------- | ------------- | ------------- | ------------------ | ------------------ | ------------------ | ------------------ | ------------------ | ------------------ | ------------------ | ------------------ |
| 1.        | 7 K.      | 17095             | 13036         | 76            | 5024               | 39                 | 3000               | 23                 | 2200               | 17                 | 2812               | 22                 |
| 2.        | 15 K.     | 10797             | 8229          | 76            | 3506               | 43                 | 1323               | 16                 | 1289               | 16                 | 2111               | 26                 |
| 3.        | 21 K.     | 10685             | 8011          | 75            | 3042               | 38                 | 1596               | 21                 | 1573               | 20                 | 1800               | 22                 |
| 4.        | 39 K.     | 14693             | 11690         | 77            | 4631               | 40                 | 2388               | 21                 | 1945               | 17                 | 2726               | 23                 |
| 5.        | 18 K.     | 8379              | 3749          | 45            | 1368               | 36                 | 575                | 15                 | 640                | 17                 | 1166               | 31                 |
| 6.        | 11 K.     | 21805             | 18813         | 86            | 9074               | 48                 | 4570               | 24                 | 1410               | 7                  | 3759               | 20                 |
| 7.        | Total SVK | 88415             | 64615         | 73            | 27051              | 42                 | 13758              | 21                 | 9234               | 14                 | 14572              | 23                 |

Los días 19 y 20 de noviembre de 1994, el comando del SVK ejecutó un ejercicio de movilización de todas sus tropas con el objeto de disuadir a Croacia de la agresión contra la RSK y verificar el sistema de movilización que se estableció en abril de 1994. La autoevaluación realizada por el ejército fue satisfactoria aunque hubo un enfrentamiento con el sector político debido a que esta actividad no fue ordenada por el Ministerio de Defensa de la República. 
| Nro orden | Organismo                                                        | Efectivo orgánico | Efectivo real | %   | Evolución de la movilización | Evolución de la movilización | Evolución de la movilización | Evolución de la movilización | Evolución de la movilización | Evolución de la movilización | Desmo- vilizado al 10 Dic 94 | Estado final 10 Dic 94 | Estado final 10 Dic 94 |
| Nro orden | Organismo                                                        | Efectivo orgánico | Efectivo real | %   | M / 191700 Nov 94            | M / 191700 Nov 94            | M + 2d                       | M + 2d                       | M + 9d                       | M + 9d                       | Desmo- vilizado al 10 Dic 94 | Estado final 10 Dic 94 | Estado final 10 Dic 94 |
| Nro orden | Organismo                                                        | Efectivo orgánico | Efectivo real | %   | Nro                          | %                            | Nro                          | %                            | Nro                          | %                            | Desmo- vilizado al 10 Dic 94 | Nro                    | %                      |
| --------- | ---------------------------------------------------------------- | ----------------- | ------------- | --- | ---------------------------- | ---------------------------- | ---------------------------- | ---------------------------- | ---------------------------- | ---------------------------- | ---------------------------- | ---------------------- | ---------------------- |
| 1.        | Estado Mayor General (GŠ)                                        | 163               | 100           | 61  | 100                          | 61                           | 100                          | 61                           | 100                          | 61                           | 0                            | 100                    |                        |
| 2.        | Mensajería (KS)                                                  | 49                | 44            | 90  | 39                           | 80                           | 44                           | 90                           | 44                           | 90                           | 0                            | 44                     |                        |
| 3.        | Compañía de comunicaciones (čV)                                  | 140               | 101           | 72  | 53                           | 38                           | 91                           | 65                           | 91                           | 65                           | 0                            | 91                     |                        |
| 4.        | Batallón de policía militar (bVP)                                | 209               | 195           | 93  | 195                          | 93                           | 195                          | 93                           | 195                          | 93                           | 0                            | 195                    |                        |
| 5.        | Compañía de reconocimiento electrónico (ČEI)                     | 108               | 136           | 126 | 136                          | 126                          | 136                          | 126                          | 136                          | 126                          | 136                          | 126                    | 126                    |
| 6.        | Escuadrón de exploración (Idč)                                   | -                 | 91            | -   | 74                           | -                            | 74                           | -                            | 74                           | -                            | 0                            | 74                     |                        |
| 7.        | Brigada de Cohetes de defensa antiaérea 44 (44. rbr PVO)         | 1712              | 209           | 12  | 209                          | 12                           | 209                          | 12                           | 209                          | 12                           | 0                            | 209                    | 12                     |
| 8.        | Brigada de Aviación 105 (105. vbr)                               | 987               | 318           | 32  | 318                          | 32                           | 318                          | 32                           | 318                          | 32                           | 0                            | 318                    | 32                     |
| 9.        | Batallón de observación aérea, información y guiado (45. bVOJIN) | 424               | 124           | 29  | 124                          | 29                           | 124                          | 29                           | 124                          | 29                           | 0                            | 124                    | 29                     |
| 10.       | 7 K.                                                             | 17095             | 15464         | 91  | 3869                         | 23                           | 11699                        | 68                           | 14477                        | 85                           | 350                          | 14097                  | 82                     |
| 11.       | 15 K.                                                            | 10797             | 8337          | 77  | 4401                         | 41                           | 8067                         | 75                           | 8080                         | 75                           | 313                          | 7867                   | 73                     |
| 12.       | 21 K.                                                            | 10685             | 8478          | 79  | 5018                         | 47                           | 7776                         | 73                           | 8271                         | 77                           | 210                          | 8061                   | 75                     |
| 13.       | 39 K.                                                            | 14693             | 13136         | 89  | 11632                        | 79                           | 12557                        | 85                           | 12557                        | 85                           | 898                          | 11659                  | 79                     |
| 14.       | 18 K.                                                            | 8379              | 4829          | 58  | 3596                         | 43                           | 4771                         | 57                           | 4774                         | 57                           | 222                          | 4552                   | 54                     |
| 15.       | 11. K.                                                           | 21805             | 17713         | 81  | 10963                        | 50                           | 16776                        | 77                           | 17132                        | 79                           | 624                          | 16508                  | 76                     |
| 16.       | Base logística 78 (75. PoB)                                      | 1169              | 583           | 50  | 216                          | 18                           | 389                          | 33                           | 389                          | 33                           | 12                           | 377                    | 32                     |
|           | Total                                                            | 87746             | 69191         | 79  | 40346                        | 46                           | 63686                        | 71                           | 66331                        | 76                           | 2629                         | 63772                  | 73                     |

## Personalidades

### Comandantes supremos
- Milan Babić (1992)
- Goran Hadžić (1992–1994)
- Milan Martić (1994–1995)

### Comandantes
- Coronel Milan Rodoslav Maksić (28 de noviembre de 1991[10] - 1992)
- Mayor General Milan Torbica (1992)
- Mayor General Mile Novaković (1992–1994)
- Mayor General Milan Čeleketić (22 de febrero de 1994–1995)
- General Mile Mrkšić (1995)

### Jefes de Estado Mayor
- Mayor General Dušan Lončar (1995)

## Mujeres
El 4 de septiembre de 1994, el comando del SVK autoriza el completamiento de las unidades con mujeres cuando no se lo pueda hacer con varones en tareas auxiliares (órganos internos, enlaces, observación, servicios de información, cuerpos de protección civil, etc). Para ello, se debían completa los Registros Militares con todas las mujeres de 19 a 45 años de edad.

## Equipamiento
| \| Equipamiento del Ejército de la República Serbia de Krajina \| Equipamiento del Ejército de la República Serbia de Krajina \| Equipamiento del Ejército de la República Serbia de Krajina \| Equipamiento del Ejército de la República Serbia de Krajina \| Equipamiento del Ejército de la República Serbia de Krajina \| \| ----------------------------------------------------------- \| ----------------------------------------------------------- \| ----------------------------------------------------------- \| ----------------------------------------------------------- \| ----------------------------------------------------------- \| \| Equipamiento \| Equipamiento \| \| Porcentaje \| Porcentaje \| \| Tanques \| Tanques \| \| 80 % \| 80 % \| \| TBP's \| TBP's \| \| 11 % \| 11 % \| \| Helicópteros \| Helicópteros \| \| 5 % \| 5 % \| \| Sistemas de artillería \| Sistemas de artillería \| \| 4 % \| 4 % \| |                        |  |            |            |
| Equipamiento del Ejército de la República Serbia de Krajina |                        |  |            |            |
| Equipamiento | Equipamiento           |  | Porcentaje | Porcentaje |
| Tanques | Tanques                |  | 80 %       | 80 %       |
| TBP's | TBP's                  |  | 11 %       | 11 %       |
| Helicópteros | Helicópteros           |  | 5 %        | 5 %        |
| Sistemas de artillería | Sistemas de artillería |  | 4 %        | 4 %        |

### Vehículo blindados
- T-34/85
- T-55
- T-72  - 2
- M-84 - 31
- PT-76
- OT M-60
- BVP M-80
- BOV TBP
- BRDM-2
- SU-100
- M36 Jackson
- M18 Hellcat

#### Artillería de saturación
- M-63 Plamen
- M-77 Oganj - 11
- 9K52 Luna-M

#### Anti-aeronaves
- ZSU-57-2
- M53/59 Praga
- 9K35 Strela 1
- Strela 2
- 9K38 Igla
- S-75 Dvina
- 2K12 Kub

### Aeronaves
- An-2 - 1
- J-20 Kraguj
- Soko J-22 Orao - 2
- J-21 Jastreb - 12
- G-2 Galeb
- Aérospatiale Gazelle
- Mil Mi-8T
- Utva 66
- Zlin Z-526

### Otros medios de artillería
- Expreso de Krajina
- Misil K-15 Krajina

## Galería

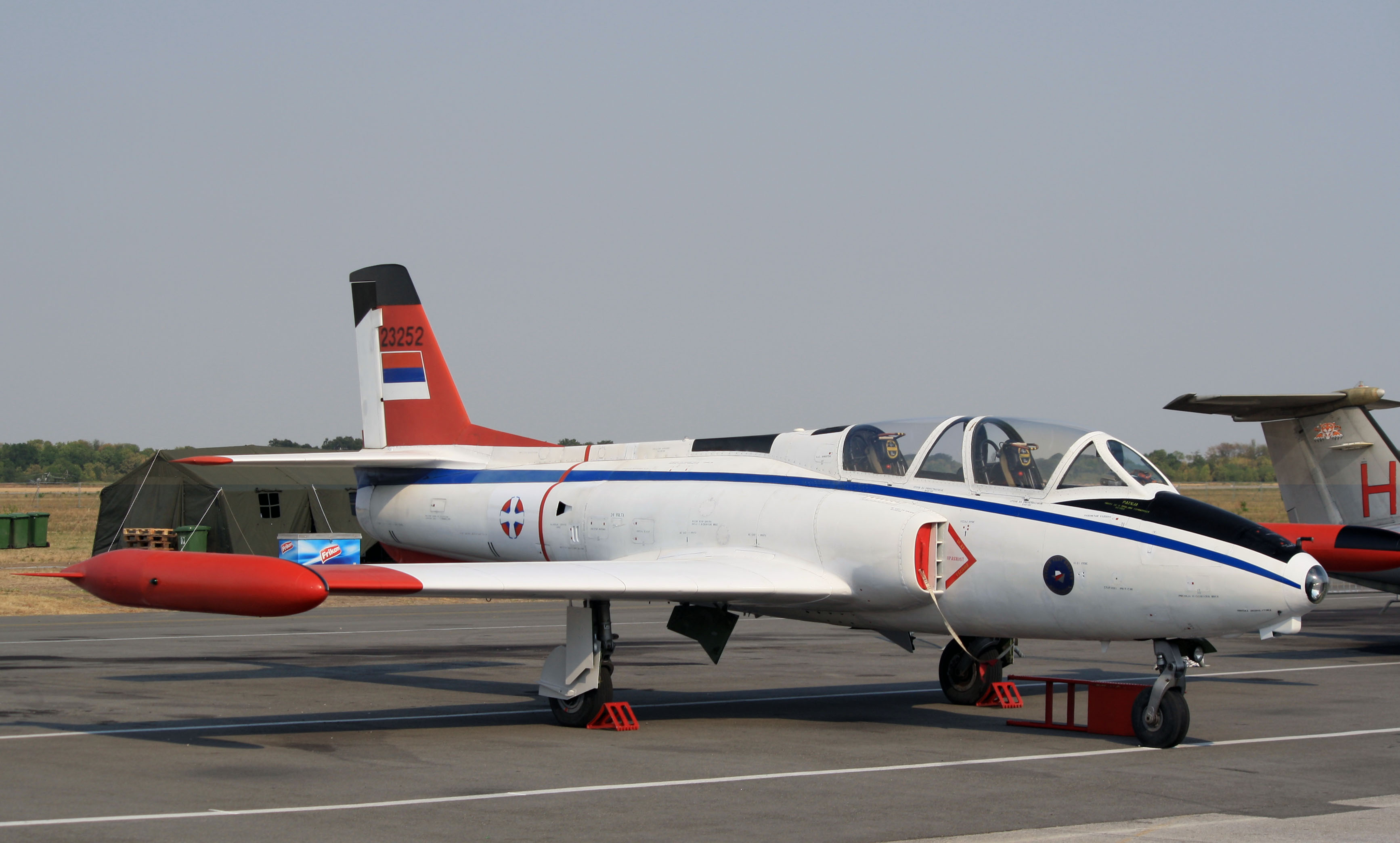
G-2 Galeb
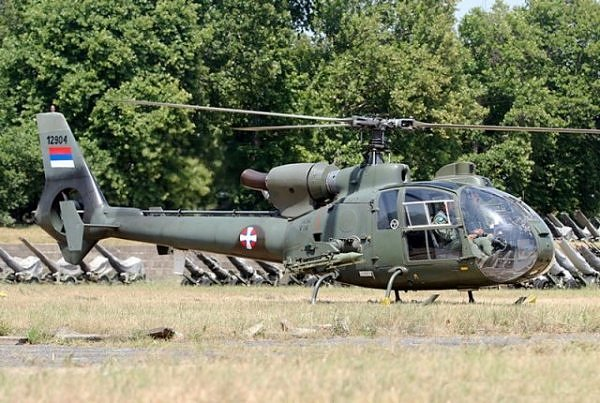
SOKO Gazelle
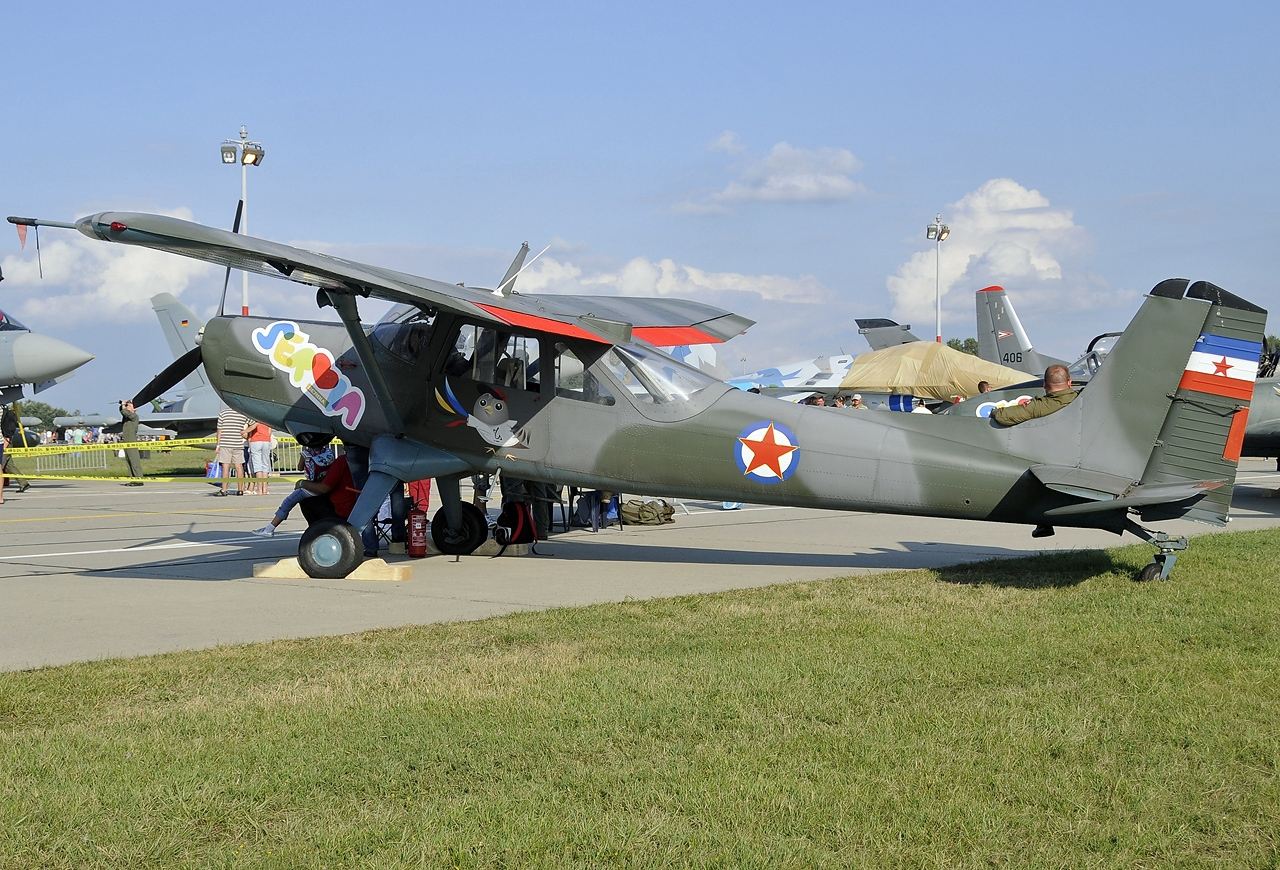
Utva 66
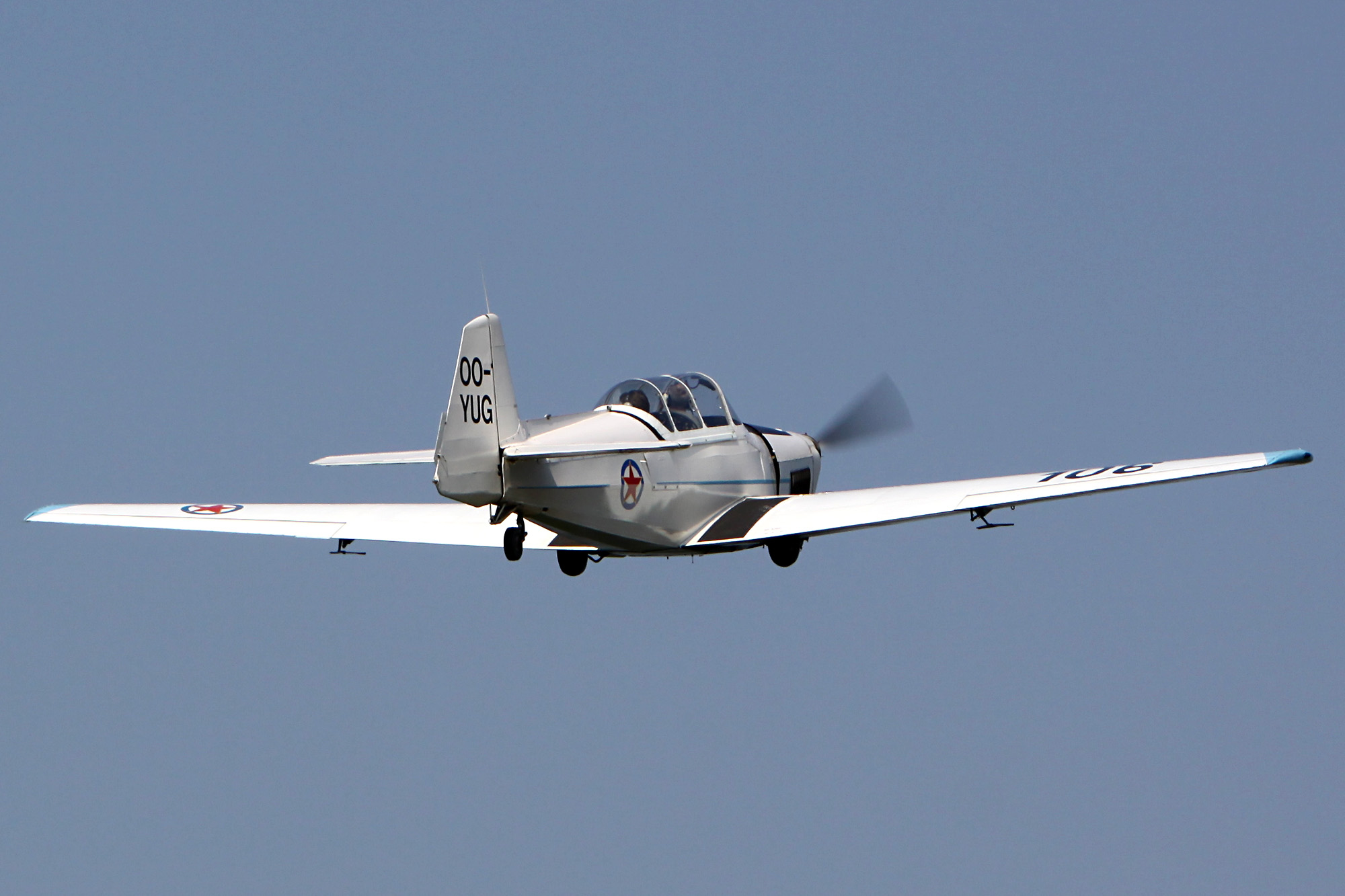
Zlin Z-526